# The Man and The Journey Tour
Meddle tour va ser una informal gira de concerts del grup britànic Pink Floyd, únicament amb 6 concerts, en els que es tocava la conceptual The Man and the Journey. Va començar el 14 d'abril de 1969 i va finalitzar el 17 de setembre del mateix any.

## Dates
- 14/04/1969 Londres (Royal Festival Hall) Anglaterra (primera interpretació en viu de The Man and the Journey)
- 24/05/1969 Sheffield (City Oval Hall) Anglaterra
- 30/05/1969 Croydon (Fairfield Halls) Anglaterra
- 22/06/1969 Manchester (Free Trade Hall) Anglaterra
- 26/06/1969 Royal Albert Hall Anglaterra
- 17/09/1969 Amsterdam (Concertgebouw) Països Baixos

## Repertori
Un repertori típic durant els concerts de 1969 incloïa : 
- The Man and the Journey

Bisos (quan n'hi havia):
- Interstellar Overdrive" (el 24 de maig a Sheffield)
- Set the Controls for the Heart of the Sun (el 22 i 26 de juny a Manchester)

## Banda durant la gira
- David Gilmour – guitarra, veus
- Roger Waters – baix, veus
- Richard Wright – teclats, veus
- Nick Mason – bateria